# Urd (1877)
Urd, officiellt HM Kanonbåt Urd, var en kanonbåt i svenska flottan. Hon byggdes av Kockums varv i Malmö och sjösattes den 8 juli 1877. Från 1908 verkade hon som sjömätningsfartyg. Den 22 augusti 1913 kolliderade hon med pansarskeppet Oden utanför Ven. Kollisionen var så kraftig att hon sjönk efter 23 minuter. Samtliga i besättningen kunde dock räddas.

## Utlandsresor

### 1882
Reste tillsammans med HM Verdande. Resan gick till Spetsbergen där hon deltog i upptäckresanden Salomon August Andrées första polarexpedition.
1. Sverige
2. Tromsø, Norge
3. Green Harbour, Svalbard
4. Amsterdamön, Svalbard
5. Magdalenefjorden, Svalbard
6. Kap Thordsen, Spetsbergen, Svalbard
7. Green Harbour, Svalbard
8. Tromsø, Norge
9. Köpenhamn, Danmark
10. Sverige

### 1883
1. Sverige
2. Köpenhamn, Danmark
3. Bergen, Norge
4. Tromsø, Norge
5. Kap Thordsen, Spetsbergen, Svalbard
6. Tromsø, Norge
7. Köpenhamn, Danmark
8. Sverige